# Die Geschichte vom Christen Theodor und von seinem Freund, dem Juden Abraham

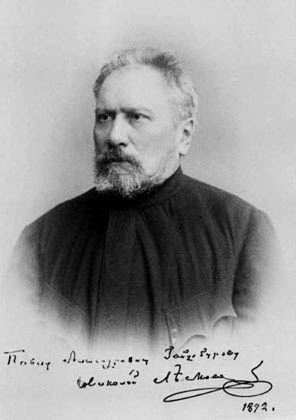
Nikolai Leskow im Jahr 1872

Die Geschichte vom Christen Theodor und von seinem Freund, dem Juden Abraham (russisch Сказание о Федоре-христианине и о друге его Абраме-жидовине, Skasanije o Fedore-christijanine i o druge jewo Abrame-schidowine) ist eine Erzählung des russischen Schriftstellers Nikolai Leskow, die 1886 im Dezemberheft der Moskauer Zeitschrift Russkaja Mysl erschien. Der Autor hatte den Stoff zu dieser Legende aus dem Prolog, der slawischen Version eines Synaxarions für die Stadt Konstantinopel, entnommen.

## Inhalt
Anno 330 n. Chr. wurde das griechische Byzanz in Konstantinopel umbenannt. Kurz vor diesem Datum lebten in jener Stadt ein christlicher Kaufmann und ein jüdischer Goldschmied in guter Nachbarschaft nebeneinander. Ihre Söhne Theodor und Abraham wuchsen in beider Gärten, die kein Zaun trennte, als Freunde auf. Die Jungen besuchten gemeinsam die Schule des Griechen Pamphylos. Als dann in Konstantinopel die Christen die Oberhand gewannen, wurde die Schule des Griechen geschlossen und jeder der Jungen ging in die Schule seiner Konfession. Denn den Juden reichte Moses, also das Alte Testament, aber die Christen hatten noch Christus, also das Neue Testament, dazu. Im Streit um die bessere der beiden Religionen verfeindeten sich die heranwachsenden ehemaligen Freunde. Die Väter stritten mit und starben in Zwietracht. Theodor und Abraham vertrugen sich wieder und jeder ergriff den Beruf seines Vaters. 
Beide werden begüterte Bürger.
Durch Krankheiten verliert Theodor die geliebte Frau und alle seine Kinder. Als ihn ein Geschäftspartner betrügt, steht er mittellos da. Die Christen in der Stadt meinen, Gott habe Theodor gestraft, weil er mit einem Feind befreundet ist. Abraham erfährt davon und stellt den Freund zur Rede; empfiehlt das Ende der Freundschaft, die zu Kinderzeiten begann. Theodor bringt das nicht fertig.
Als Theodor seine restliche Habe durch Blitzeinschlag verliert, leiht ihm Abraham Geld. Theodor kauft dafür Waren, die in Alexandrien gefragt sind, rüstet ein Schiff und wird in Ägypten reich. Auf der Rückfahrt rettet er bei Schiffbruch lediglich das nackte Leben. Der Vorgang wiederholt sich zweimal. Beim dritten Mal ist Theodor klüger. Er übergibt den erwirtschafteten Mehrwert, also das Geld, Seeleuten, die es sicher nach Konstantinopel bringen und Abraham übergeben. Abraham ist kein Wucherer. Er nimmt die Zinsen nicht an, sondern betätigt sich im Alter zusammen mit seinem Freund Theodor in Konstantinopel karitativ.

## Deutschsprachige Ausgaben
Verwendete Ausgabe:
- Die Geschichte vom Christen Theodor und von seinem Freund, dem Juden Abraham. Deutsch von Günter Dalitz. S. 379–407 in Eberhard Reißner (Hrsg.): Nikolai Leskow: Gesammelte Werke in Einzelbänden. Der Gaukler Pamphalon. 616 Seiten. Rütten & Loening, Berlin 1971 (1. Aufl.)